# The Showgrounds (Newry)
The Showgrounds – stadion piłkarski w Newry, w Irlandii Północnej. Został otwarty 21 sierpnia 1948 roku. Pojemność obiektu na meczach piłkarskich wynosi 2275 widzów. Swoje spotkania na stadionie rozgrywają piłkarze klubu Newry City AFC.

## Historia
Stadion został otwarty 21 sierpnia 1948 roku. Obiekt powstał niedaleko poprzedniego obiektu klubu Newry City FC, The Marshes, w miejscu którego powstała fabryka. Nowy stadion powstał dzięki rekompensacie w wysokości 5000 funtów, jaką otrzymał klub po stracie dawnej areny.
W 1999 roku obiekt gościł spotkania piłkarzy Newry City FC w Pucharze Intertoto.
W 2005 roku stadion był jedną z aren piłkarskich Mistrzostw Europy U-19. Rozegrano na nim trzy spotkania fazy grupowej turnieju.
W 2012 roku z powodu bankructwa klub Newry City FC został rozwiązany. W 2013 roku powstał nowy klub, Newry City AFC, który przejął rolę gospodarza stadionu.